# Longsdorf
Longsdorf (en luxemburguès:  Longsdref; en alemany: Longsdorf) és una vila de la comuna de Tandel situada al districte de Diekirch del cantó de Vianden. Està a uns 32 km de distància de la ciutat de Luxemburg.